# Возрождение (общество)
«Возрожде́ние» (укр. «Відродження») — украинское общество, целью которого была борьба против употребления алкоголя и никотина. Основано в 1909 году во Львове.

## Деятельность общества
В 1930-х гг. общество имело 18 филиалов и 122 кружков, которые охватывали 6400 членов.
Общество организовывало в городах и сёлах Галичины противоалкогольные курсы, лекции, устраивало вече, издавало в городе Рогатин иллюстрированный месячник «Відродження» (1928-39) и приложение «Ми молоді» (1930-39), выпустило ряд брошюр.
Главные деятели: Раковский Иван (первый председатель общества), Парфанович София, Каменецкий Юлиан, Цэнко Николай, Волчук П., Костюк И., Герасимович Иван.